# 東北方言
東北方言（とうほくほうげん）または奥羽方言（おううほうげん）は、主に東北地方で話される日本語の方言の総称である。東北弁（とうほくべん）とも言う。東日本方言に含まれる。多くの場合、東北地方6県と新潟県北部の方言を指し、北海道（道南や沿岸部）や東関東方言（主に茨城弁・栃木弁）を含むこともある。

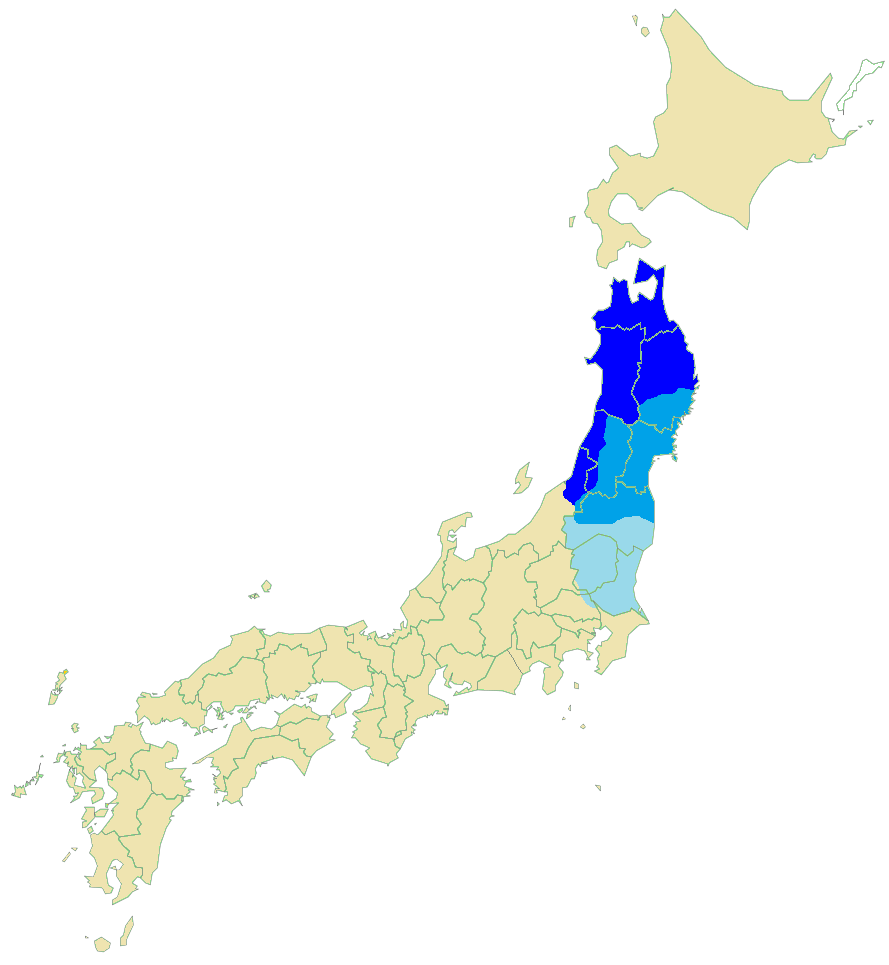
北奥羽方言（濃青）、南奥羽方言（青）、東関東方言（水）の分布

## 概要
東北方言は、大きく北奥羽方言と南奥羽方言とに分けられる。北奥羽方言の範囲は、青森県・岩手県北中部・秋田県・山形県庄内地方・新潟県北部（阿賀野川以北）である。南奥羽方言の範囲は、岩手県南部・宮城県・山形県内陸中北部・山形県南部(置賜地方)・福島県である。東関東方言を南奥羽方言に含んだり、北海道海岸部方言を北奥羽方言に含むこともある。

## 音声・音韻
イ段とウ段の母音は中舌母音[ï]・[ɯ̈]で発音される。このうち「し」対「す」、「ち」対「つ」およびその濁音「じ」対「ず」（「ぢ」対「づ」）は大半の地域で区別がなく、方言学ではこのことを「ズーズー弁」的発音（裏日本式音韻）と呼んでいる。北奥羽方言では「し・ち・じ」に近い発音、南奥羽方言は「す・つ・ず」に近い発音になる。例えば「寿司・煤・獅子」は、ともに北奥羽方言で「シシ[sïsï]」、南奥羽方言で「スス[sɯ̈sɯ̈]」と発音される傾向がある。さらに南奥羽方言では、これらのウ段拗音でも、「しゅ」が「す」に、「ちゅ」が「つ」に、「じゅ」が「ず」に統合され、たとえば「習字」が「スーズ[sɯ̈ːdzɯ̈]」と発音される。現在、これらの区別が無いのは高年層に残すのみとなり、青年層では共通語の音声になっている。
また、エ段の母音は共通語よりも狭く、イ段に近い発音になる。共通語ではエ段母音は[ɛ˔]（基本母音の[e]と[ɛ]の中間）であるが、東北方言のエ段母音は[e]に近い。特に母音単独拍では、北部日本海側などを除いてイ/i/を欠いており、共通語でイにあたるものはエ[e][e˔]と発音され、イとエの区別がなくなる。子音と結合した場合には、イ段とエ段は区別される。
さらに東北地方の日本海側・北端部では、共通語におけるウ段音がかなりの程度でオ段音になる。
カ行・タ行子音は、母音に挟まれた場合に「マド[mado]（的）」のように有声化（濁音化）が起こる。ただし子音前後の母音が無声化を起こした場合は有声化しない。その一方で、本来の濁音の前には、「マンド[ma ̃do]（窓）」のように「入り渡り鼻音」と呼ばれる鼻音が伴うため、語彙の混乱は見られなかった。ただし現在の中年層以降ではこの入り渡り鼻音が失われ、音声上の区別はない。
以上のような、イ段・ウ段の中舌母音、イとエの統合、カ行・タ行の濁音化は、東北地方・新潟県北部だけでなく、北海道南部・沿岸部や茨城県、栃木県、千葉県北部にも及んでいる。また「し・ち・じ」と「す・つ・ず」の統合は、東北地方（三陸海岸と福島県南部除く）と新潟県北部、北海道沿岸部に分布している。濁音の前の入り渡り鼻音は東北地方大部分や新潟県北部、北海道沿岸部に分布している。
また、「き」を無声硬口蓋摩擦音を伴って、[kçï]と発音したり、さらに口蓋化して[cçï](チ)や無声硬口蓋破裂音で[ci](チ)と発音する例もよく見られる。
東北北部では、特殊音素である長音（ー）、撥音（ん）、促音（っ）が、アクセントの単位として独立して数えられない。東北北部では、モーラ（拍）ではなく音節が単位となっており、促音・撥音・長音が共通語に比べて短く発音される。
広い地域で、連母音[ai]が融合して[ɛː]、[æː]、[ɛ]、[æ]などになり、[eː]とは区別される。そのような地域では、[i]、[e]、[ɛ]([æ])、[a]、[o]、[u]の6母音体系を持っている。

## アクセント
北奥羽方言には東京式アクセントが分布し、南奥羽方言には無アクセントが分布する。
北奥羽方言のアクセントは、大部分の地域が、外輪東京式アクセントの変種（北奥羽式）である。共通語と比べた場合に、次のような相違がある。
1. 「石・紙・音・川」などの二拍名詞第二類に当たる語が平板型になる。共通語では尾高型（いしが）。
2. 「空・舟・雨・糸」などの語[注釈 1]が尾高型になる（そらが）。ただし岩手県や青森県東部（南部地方）では共通語と同じく頭高型（そらが）となるものもある。
3. 「あたまが」のように一文節につき高い音節は一つだけになる。また「桜が」のような平板型の語は、低く平らに発音される。

また青森などでは、共通語のように音の下がり目（下げ核○）を弁別するのではなく、上がり目（昇り核○）を弁別する。
南奥羽方言は大部分の地域が無アクセントで、単語ごとのアクセントが定まっていない。無アクセントは茨城県・栃木県にまで広がっている。

## 文法
意志や推量を表すのに、広く「べ（ー）」を用いる。「かぐべー（書こう・書くだろう）」のように活用語の終止形に付き、「起きんべー」「起きっぺー」のように撥音化や促音化が起こることもある。ただし新潟県北部（東蒲原郡を除く）から山形県庄内地方、秋田県由利地方には「べ（ー）」がなく、意志には「えごー（行こう）」、推量には「えぐろ・えぐだろ・えぐでろ・えぐがろ（行くだろう）」のように言う。
形容詞は、北奥羽を中心に活用しなくなる傾向があり、「たげぁぐ（高く）」「たげぁば（高ければ）」「たげぁがった（高かった）」のようになる地域がある。また青森県津軽西海岸・秋田県・山形県庄内地方・新潟県北部では、「起きれ」「開けれ」のように一段活用の動詞の命令形を「-れ」とする。北奥羽方言では「静かだ晩（静かな晩）」のように形容動詞の連体形に「-だ」を用いる。
方向を表す格助詞には「さ」が広く用いられる。また対象を表す「を」は一般に使われず、無助詞で表されるか、「ごど・どご」を用いる。
理由を表す接続助詞には、「から・がら」を広く用いるほか、近畿の「さかい」に由来する「さげ・はげ・すげ・しげ・しけ・すけ」（新潟県北部（東蒲原郡を除く）・山形県（特に庄内地方）・青森県南部地方など）や、「はんで・へんで・んて・えんて」（秋田県・青森県津軽など）、「すて・して」（青森県下北半島）がある。また逆接には、南奥羽方言では「けれども」系の語彙を使い、北奥羽方言で「ども」を用いるほか、青森県津軽・秋田県北部で「ばって」、青森県下北半島で「たって」も用いる。
感動詞が多く使われているが、これは農村型社会が基盤の地域ではコミュニティの一体感を維持するのに必要なためとされる。

## 下位方言
東北方言では、方言分布が津軽藩、南部藩、仙台藩などの江戸時代の藩の区域に沿う傾向が強く、藩の境界がそのまま方言の境界となっている場合が多い。

### 北海道海岸部方言
和人の定着が早かった道南（渡島半島を中心とする地域）や北前船で結ばれていた歴史を持つ沿岸部で話される言葉。いわゆる浜言葉。北奥羽方言に近い。
- 松前方言
- 道南方言

### 北奥羽方言
- 津軽方言（青森県津軽地方。旧弘前藩領）
- 南部方言（青森県南部地方・岩手県中部および北部。旧南部藩領。下北方言を南部方言から独立させる場合がある）
  - 下北方言（南部地方北部）
  - 上北方言（南部地方中部）
    - 野辺地弁（野辺地町）

  - 三八方言（南部地方南部）　
  - 岩手県中部方言（岩手県中部）
    - 盛岡弁（盛岡市中心部）

  - 岩手県北部方言（岩手県北部・西部）
  - 岩手県沿岸方言（岩手県沿岸部のうち釜石市以北）
- 秋田弁（秋田県）
  - 鹿角方言（旧南部藩領）
  - 県北方言
  - 中央方言（旧久保田藩領）
  - 南部方言（旧久保田藩領）
  - 由利方言
- 山形県沿岸部方言（庄内弁）（山形県庄内地方･西置賜郡小国町。旧庄内藩領）
  - 南部方言
    - 鶴岡弁
    - 田川弁（鶴岡市・藤島地区・羽黒地区・櫛引地区・朝日地区・庄内方言温海地区・立川地区・余目地区・三川町）

  - 北部方言
    - 酒田弁
    - 飽海弁（酒田市・八幡地区・松山地区・平田地区・遊佐町・）

  - 小国方言（西置賜郡小国町）
- 北越方言（新潟県阿賀野川以北。「岩船・北蒲原方言」と「東蒲原方言」に分かれ、そのうち「東蒲原方言」は東蒲原郡阿賀町が旧会津藩領であったことから南奥羽方言に分類されることもある）
- 大鳥方言・三面方言（山形県鶴岡市大鳥集落、新潟県村上市三面地区。特殊な音声が存在するなど他の東北方言からは孤立した言語島である。）

### 南奥羽方言
- 山形県内陸部方言（山形県村山地方・置賜地方・最上地方)
  - 最上方言（新庄市中心の最上地方。旧新庄藩領）
  - 村山方言 (山形市中心の村山地方。旧山形藩領）
  - 置賜方言（米沢市中心の置賜地方。旧米沢藩領）
- 仙台弁（宮城県・岩手県南部・福島県相馬郡新地町。旧仙台藩領）
  - 岩手県南部方言（岩手県内陸南部）
  - 三陸方言（宮城県沿岸北部および岩手県陸前高田市・大船渡市）
- 福島弁（福島県）
  - 浜通り方言（福島県浜通り）
    - 岩城弁（夜ノ森以南）
    - 相馬弁（夜ノ森以北）

  - 中通り方言（福島県中通り）
    - 信達方言（狭義の福島弁。中通り北部）
    - 積達方言（郡山弁。中通り中部）
    - 白河方言（白河弁。中通り南部）

  - 会津方言（福島県会津地方。旧会津藩領。新潟県東蒲原郡阿賀町は会津藩領であった歴史的経緯から当地の方言は南奥羽方言に分類されることもある）

### 東関東方言
音韻体系やアクセントが南奥羽方言とほとんど共通しているため、東北方言（南奥羽方言）に含める学者も多い。
- 茨城弁
- 栃木弁

## 東北方言および関東方言の音韻の比較表
|                              | 北奥羽方言 | 南奥羽方言 | 東関東方言 | 西関東方言 |
| ---------------------------- | ---------- | ---------- | ---------- | ---------- |
| イ段とウ段の中舌性           | ○          | ○          | ○          | ×          |
| エ段の狭さ                   | ○          | ○          | ○          | ×          |
| イとエの混同                 | ○          | ○          | ○          | ×          |
| 語中のカ行・タ行の有声化     | ○          | ○          | ○          | ×          |
| 語中の濁音の入り渡り鼻音     | ○          | ○          | ×          | ×          |
| シ・ス、チ・ツ、ジ・ズの統合 | ○(/i/)     | ○(/u/)     | ×          | ×          |
| シラビーム方言性             | ○          | ×          | ×          | ×          |
| 無アクセント                 | ×          | ○          | ○          | ×          |